# Робърт I (Шотландия)
Вижте пояснителната страница за други личности с името Робърт I.
Робърт I Брус (на английски: Robert the Bruce; на шотландски келтски: Roibert a Briuis) е крал на Шотландия (1306 – 1329), един от най-великите шотландски монарси, организатор на отбраната на страната в началния период на войните за независимост срещу Англия, основател на кралската династия Брус.

## Произход и възкачване на престола
Робърт I произлиза от англо-норманското семейство Брус, което идва в Шотландия в началото на 12 век поради брак с шотландското кралско семейство. Заради това през 1290 г., когато Шотландия остава без крал, дядото на Робърт I иска той да стане такъв, но вместо това английският крал Едуард I, желаейки да има превъзходство над шотландците, връчва короната на Джон Балиол.
През 1292 г. бащата на Робърт I му дава титлата Граф на Кърик. Не се знае много за кариерата на Робърт I до 1306 г. В обърканите периоди на бунтове срещу Англия (1295 – 1304) името му се споменава само веднъж по време на бунта на Уилям Уолъс, но въпреки това по-късно той успява да спечели доверието на Едуард I.
На 10 февруари 1306 г. поддръжници на Брус убиват Джон Червения Комън, който е племенник на Джон Балиол и поради това е и един от претендентите за короната. Това убийство показва, че Брус е решен да завземе трона. На 25 март той е провъзгласен за крал на Шотландия.

## Крал на Шотландия (1306 – 1329)
Положението на новия крал е трудно. Едуард I е разположил гарнизони в много от важните крепости в Шотландия, които се държат с новия крал като с изменник. Всеки опит за бунт е потушаван жестоко. Крал Робърт е победен два пъти през 1306 г., при Метвен, близо до Пърт, на 19 юни и при Далри, близо до Тиндръм, Графство Пъртшър, на 11 август. Жена му и много от неговите поддръжници са заловени, а трима от братята му – убити. Робърт трябва да се оттегли на далечния остров Ратлин на северното ирландско крайбрежие.
През февруари 1307 г. той се завръща в Еършър. Негов главен поддръжник е неговият последен оцелял брат Едуард, но в следващите години той привлича и други на своя страна. Робърт сам елиминира Джон Комън – братовчед на Джон Червения Комън и през 1313 г. завладява Пърт, който е под контрола на английски гарнизон. Много от боевете са водени от двама поддръжници на Робърт, а именно Дъглас и Томас Рандолф, който по-късно става граф на Мъри и който завладява Голоуей, Дъгласдейл, гората на Селкърк и повечето от източните граници, и накрая през 1314 г. – Единбург.
През тези години Робърт е подпомогнат от водещите шотландски духовници, както и от смъртта на Едуард I и от неподготвения му наследник Едуард II. Тестът идва през 1314 г. когато голяма английска армия иска да подпомогне гарнизона в Стърлинг. Англичаните са победени при Банъкбърн на 24 юни. Тази дата маркира триумфа на Робърт I.
Почти цялото царуване на Робърт минава преди англичаните да признаят неговата позиция. Берик ъпон Туийд е превзет през 1318 г. и има повтарящи се атаки в Северна Англия, които причиняват големи щети. След детронацията на Едуард II (1327), регентите на Едуард III решават да сключат примирие с Шотландия. С договора от Нортхамптън те признават Робърт I за крал на Шотландия и така изоставят всички претенции на Англия за власт над Шотландия.